# Castello di Porto Palermo
Il castello di Porto Palermo (in albanese: Kalaja e Porto Palermos) è un castello albanese costruito nella baia di Porto Palermo, vicino a Himara. La pianta della struttura (triangolare, con torri a sezione rotonda) ricorda molto quella del castello di Butrinto.

## Storia
Non vi sono certezze su quando fu edificato, con buona probabilità dai veneziani, per opera d'ingegneri francesi.

Il castello cadde nel XVII secolo in mano ottomana, rientrando nell'amministrazione dell'Eyalet di Giannina.

Nel 1803, Alì Pascià di Tepeleni, signore del Eyalet, offrì il fortino di Porto Palermo come base d'appoggio logistica alla Royal Navy.

Nel 1806 il castello venne visitato dal console generale francese presso la corte di Ali Pascià, François Pouqueville e così descritto: «Il fortino si trova all'estremità sud della baia, collegato al continente da un istmo lungo e stretto. Consiste di uno spiazzo con bastioni, munito di pochi cannoni, inutile sia per vigilare sugli accessi [alla baia] sia per proteggere le barche all'ancora. Vicino ad esso ci sono dei magazzini, un negozio ed una chiesa bizantina».

Nel 1921 fu denominato "castello veneziano" di porto Palermo.